# Microcleididae
Microcleididae é uma família de répteis marinhos fósseis do clado Plesiosauroidea. Seus restos fósseis foram descobertos na Alemanha, França, Portugal e Reino Unido.
A família foi criada em 2012 contendo quatro gêneros: Eretmosaurus Seeley, 1874, Westphaliasaurus Schwermann & Sander, 2011, Seeleyosaurus White, 1940 e Microcleidus Watson, 1909. Em 2013, uma reanálise excluiu Eretmosaurus e Westphaliasaurus.